# Laniarius willardi
El bubú de Willard (Laniarius willardi) es una especie de ave paseriforme de la familia Malaconotidae endémica del Rift Albertino de Burundi y Uganda. Tiene el plumaje de color negro uniforme.